# 法國國鐵CC 6500型電力機車
CC 6500型电力机车是法国阿尔斯通公司为法国国家铁路公司设计制造的一种干线电力机车，也是法国铁路第一代高速电力机车，适用于供电制式为1500伏直流电的电气化铁路，在1969年至1975年共制造了78台。

## 发展历史
为了提高法国东南和西南部铁路干线的旅行速度，阿尔斯通公司为此开发了CC 6500型大功率电力机车。机车采用单电机转向架，每台转向架上装有一台功率达到2950千瓦的直流牵引电动机，通过万向联轴节和齿轮驱动三根车轴。机车主电路为直流电传动，采用了电阻器和凸轮轴控制器调压。1967年5月，CC 6500型电力机车牵引高速旅客列车以200公里/小时的最高速度，在巴黎至图卢兹的既有线上投入商业运营，标志着法国进入了高速铁路时代。